# Outer Banks

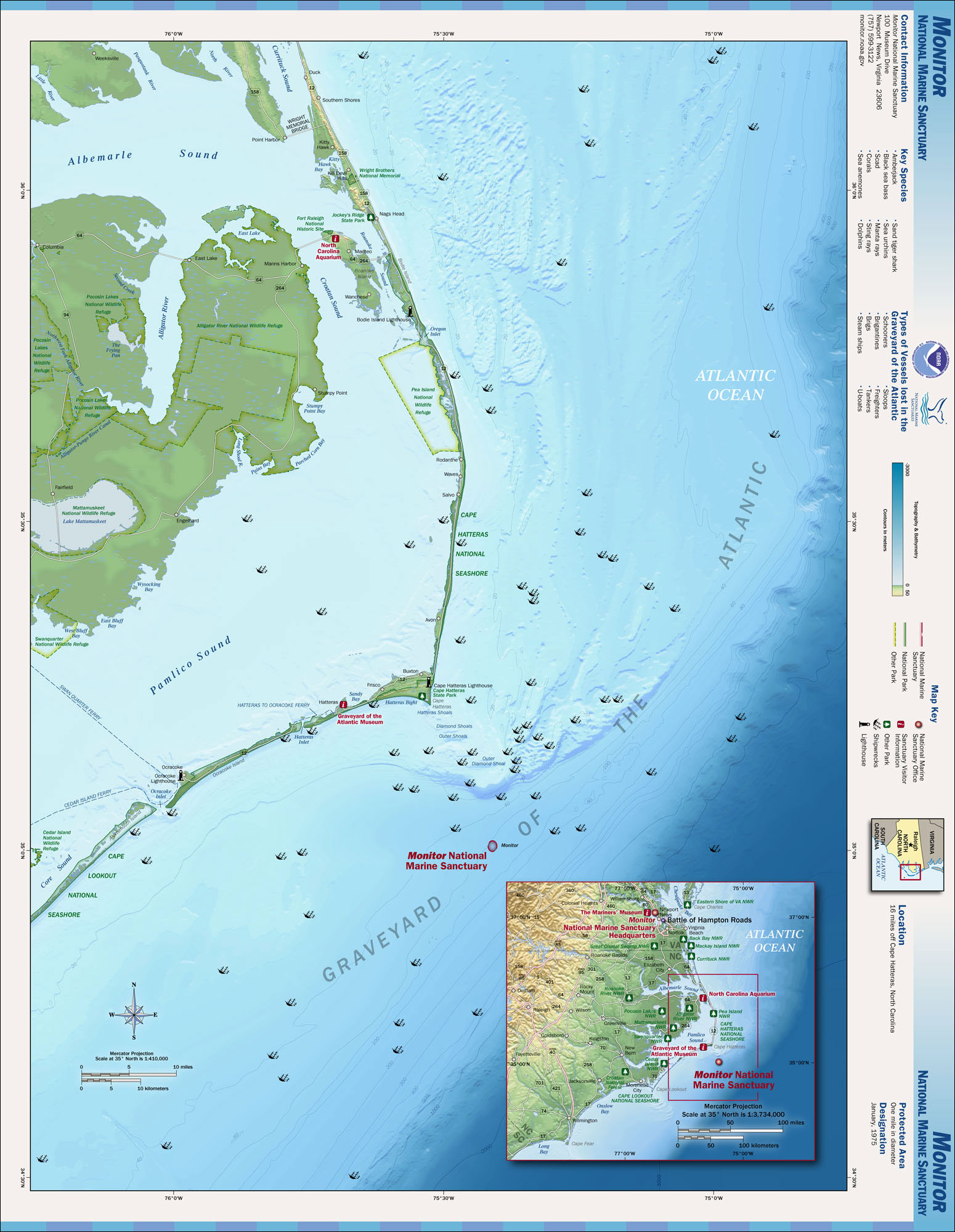
de Outer Banks

De Outer Banks (wel afgekort tot OBX) vormen het kustgebied van North Carolina (VS). Het gebied is wel te vergelijken met de Waddenzee, met een buitenste rij zandbanken en duinenrijen al of niet verbonden met het drassige achterland met kwelders. In tegenstelling tot de Nederlandse en Duitse kust zijn de drassige kwelders in het algemeen niet ingedijkt en staan zij regelmatig bloot aan de invloed van orkanen. Ook is het klimaat een stuk warmer.
Een gedeelte van de 'waddeneilanden' van de Outer Banks is dicht bebouwd met vooral vakantiewoningen maar een ander deel is als Cape Hatteras National Seashore beschermd natuurgebied. Op meerdere van de eilanden leven kuddes vrijlopende paarden die afstammen van de eerste Spaanse paarden in Amerika. Het ras is bekend onder de naam 'banker'.
Tussen de Outer Banks en het vasteland ligt het eilandje Roanoke Island bekend van de Verloren Kolonie die er in 1585 gevestigd werd.

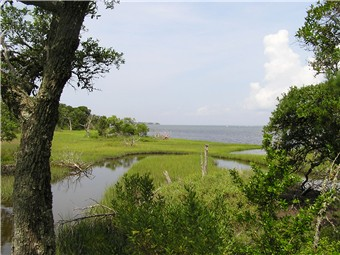
Emerald eiland
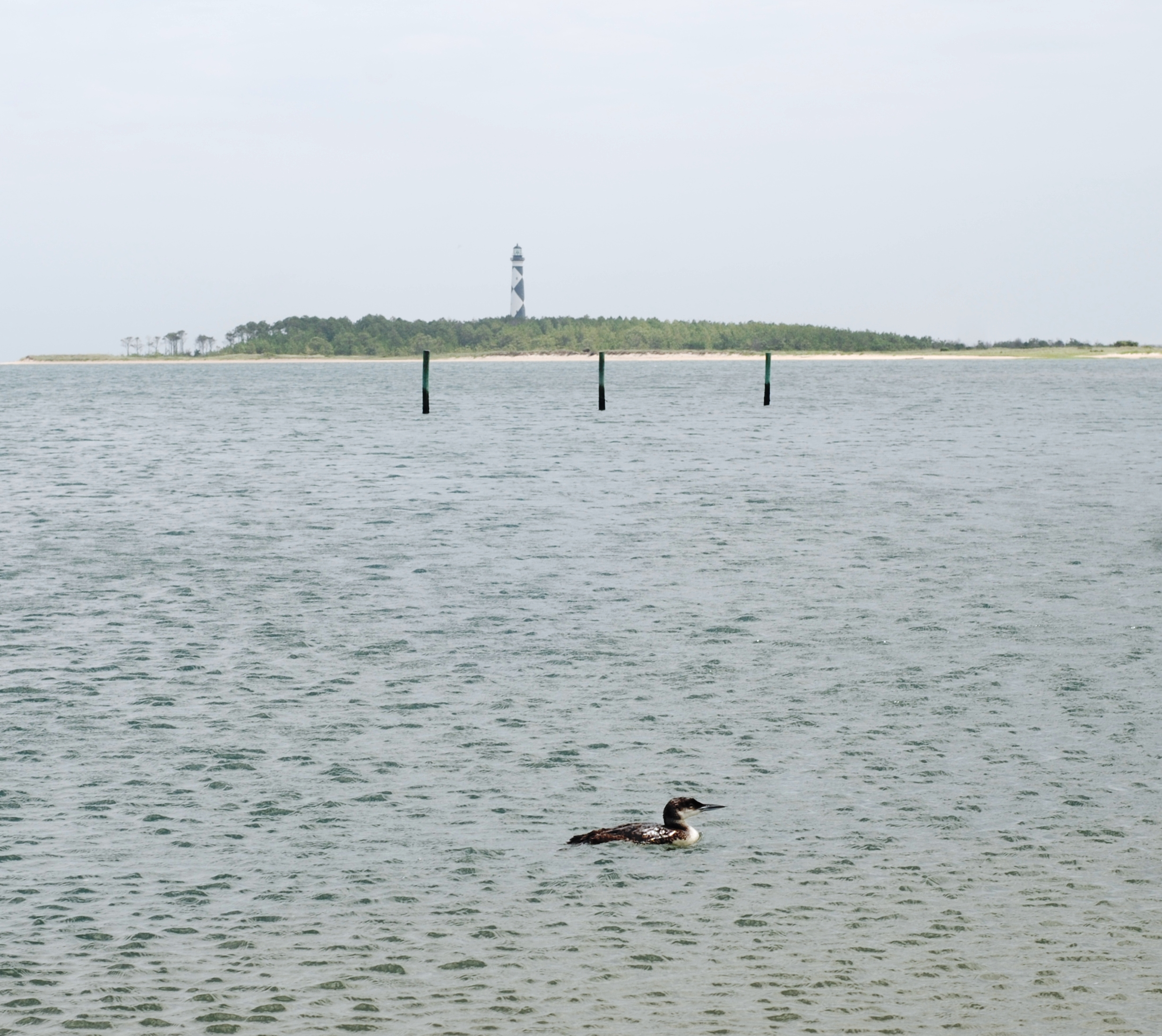
vergezicht
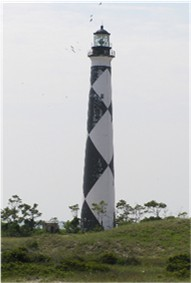
vuurtoren
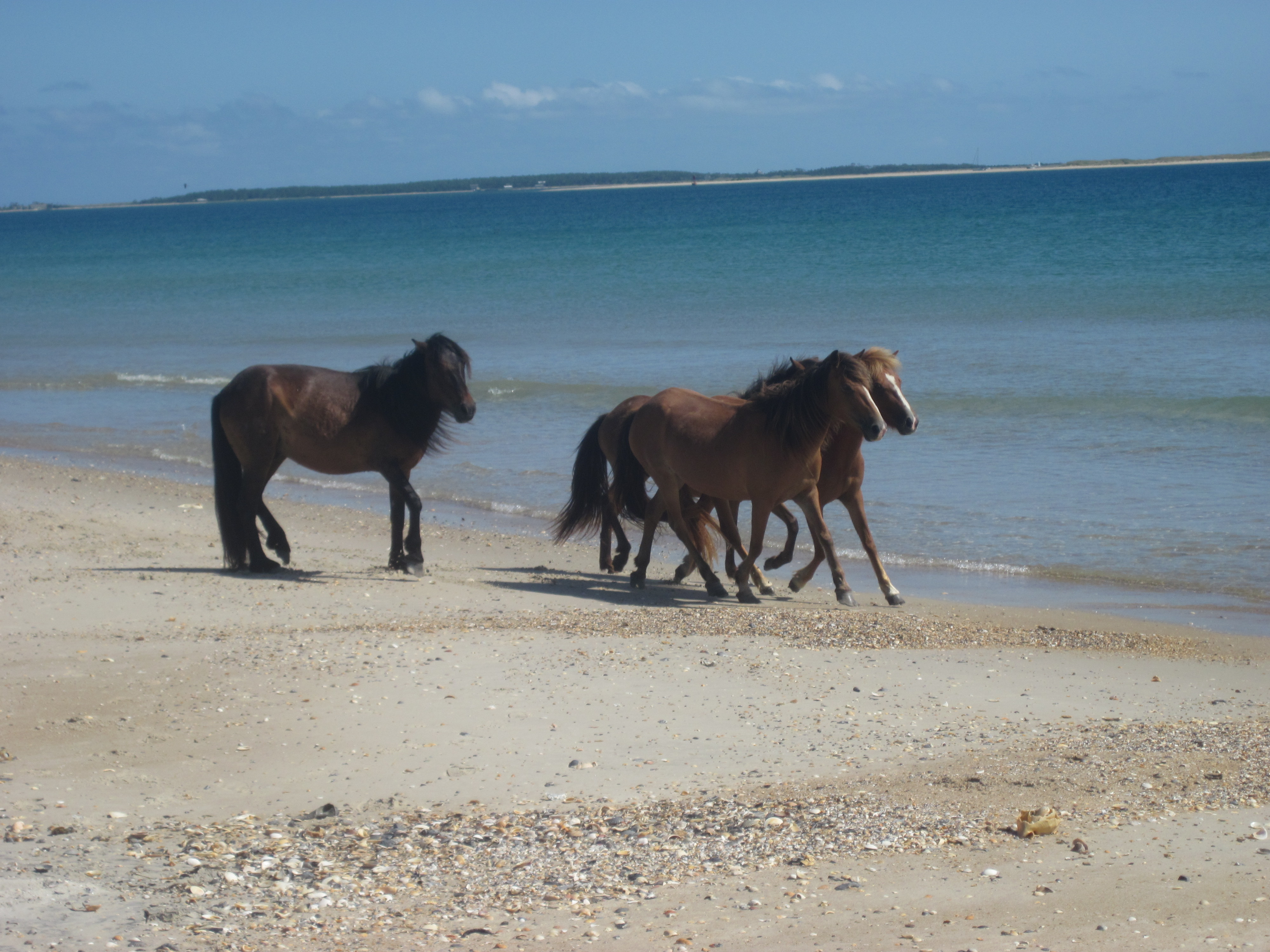
'wilde' paarden